# Roberto García Ariño
Roberto García Ariño, conocido como Garcia Ariño IV (Atxondo, Vizcaya, 27 de febrero de 1950) es un exjugador español de pelota vasca a mano que jugaba en la posición de delantero. Es el pequeño de una saga de pelotaris, tras sus hermanos mayores Jesús, García Ariño I y Ángel, García Ariño II.
Dentro de su palmarés destaca que es el pelotari con más finales perdidas del manomanista sin haber conseguido la txapela de campeón, con un total de cinco en un periodo de seis años. Su única txapela la logró en el mano parejas en el año 1981.
Sus principales características eran su gran capacidad de defensa y su habilidad en la volea. Tras su retirada en el año 1990, tras 17 años como profesional, pasó a formar parte de la empresa promotora de pelotas vasca Asegarce, desarrollando labores de técnico e intendente.

## Finales manomanistas
| Año  | Campeón        | Subcampeón      | Tanteo | Frontón  |
| ---- | -------------- | --------------- | ------ | -------- |
| 1977 | Gorostiza      | García Ariño IV | 22-12  | Adarraga |
| 1978 | Bengoetxea III | García Ariño IV | 22-13  | Anoeta   |
| 1979 | Bengoetxea III | García Ariño IV | 22-10  | Ogueta   |
| 1981 | Retegi II      | García Ariño IV | 22-11  | Anoeta   |
| 1982 | Retegi II      | García Ariño IV | 22-09  | Anoeta   |

## Finales de mano parejas
| Año     | Campeones                 | Subcampeones                | Tanteo | Frontón |
| ------- | ------------------------- | --------------------------- | ------ | ------- |
| 1980-81 | García Ariño IV - Maiz II | Vergara II - Martinikorena  | 22-13  | Anoeta  |
| 1981-82 | Beristain - Tolosa        | García Ariño IV - Maiz II   | 22-21  | Anoeta  |
| 1982-83 | Bengoetxea IV - Maiz II   | García Ariño IV - Gorostiza | 22-11  | Anoeta  |

## Final del manomanista de 2.ª Categoría
| Año  | Campeón   | Subcampeón      | Tanteo | Frontón |
| ---- | --------- | --------------- | ------ | ------- |
| 1975 | Retegi II | García Ariño IV | 22-10  | Anoeta  |

- Datos: Q4891314